# Frondaria caulescens
Frondaria caulescens là một loài thực vật có hoa trong họ Lan. Loài này được (Lindl.) Luer mô tả khoa học đầu tiên năm 1986.